# 폭주기관차
《폭주기관차》(영어: Runaway Train)는 1985년에 공개된 미국의 액션 스릴러 영화이다. 황량한 알래스카를 배경으로 탈옥범 2명과 여자 철도 승무원이 고장 난 기관차에 갇히면서 벌어지는 일을 묘사하고 있다.

## 출연
- 존 보이트 - 오스카 "매니" 맨하임 역
- 에릭 로버츠 - 벅 맥기히 역
- 리베카 더모네이 - 세라 역
- 카일 T. 헤프너 - 프랭크 바스토 역
- 존 P. 라이언
- T.K. 카터
- 케네스 맥밀런
- 에드워드 벙커
- 존 블룸
- 행크 워든
- 대니 트레이호
- 톰 "타이니" 리스터
- 데니스 프란즈

## 기타 제작진
- 협력 제작: 마티 라즈
- 미술: 스티븐 마시

## 우리말 녹음
KBS 성우진 (1993년 2월 27일)
- 박상일 - 매니 (존 보이트)
- 이규화 - 벅 (에릭 로버츠)
- 서혜정 - 세라 (리베카 더모네이)
- 황원
- 이종구
- 김준
- 안종익
- 장승길
- 유동현
- 김양희
- 박규웅
- 문관일